# Сан-Сіті-Сентер (Флорида)
Сан-Сіті-Сентер (англ. Sun City Center) — переписна місцевість (CDP) в США, в окрузі Гіллсборо штату Флорида. Населення — 30 952 особи (2020).

## Географія
Сан-Сіті-Сентер розташований за координатами 27°42′52″ пн. ш. 82°21′21″ зх. д. / 27.71444° пн. ш. 82.35583° зх. д. (27.714416, -82.355762).  За даними Бюро перепису населення США в 2010 році переписна місцевість мала площу 43,00 км², з яких 40,77 км² — суходіл та 2,23 км² — водойми.

## Демографія
Згідно з переписом 2010 року, у переписній місцевості мешкало 19 258 осіб у 11 595 домогосподарствах у складі 6091 родини. Густота населення становила 448 осіб/км².  Було 14042 помешкання (327/км²).
Расовий склад населення:
| - 95,8 % — білих - 2,0 % — чорних або афроамериканців - 0,9 % — азіатів - 0,1 % — корінних американців |

До двох чи більше рас належало 0,6 %. Частка іспаномовних становила 3,2 % від усіх жителів.
За віковим діапазоном населення розподілялося таким чином: 2,1 % — особи молодші 18 років, 21,0 % — особи у віці 18—64 років, 76,9 % — особи у віці 65 років та старші. Медіана віку мешканця становила 74,1 року. На 100 осіб жіночої статі у переписній місцевості припадало 73,8 чоловіків;  на 100 жінок у віці від 18 років та старших — 73,1 чоловіків також старших 18 років.
Середній дохід на одне домашнє господарство  становив 56 723 долари США (медіана — 45 546), а середній дохід на одну сім'ю — 73 449 доларів (медіана — 61 236). Медіана доходів становила 52 813 долари для чоловіків та 43 750 доларів для жінок. За межею бідності перебувало 5,5 % осіб, у тому числі 0,0 % дітей у віці до 18 років та 5,3 % осіб у віці 65 років та старших.
Цивільне працевлаштоване населення становило 3219 осіб. Основні галузі зайнятості: освіта, охорона здоров'я та соціальна допомога — 22,1 %, фінанси, страхування та нерухомість — 17,2 %, мистецтво, розваги та відпочинок — 11,7 %, науковці, спеціалісти, менеджери — 10,7 %.